# 전국금속노동조합
전국금속노동조합(全國金屬勞動組合, Korean Metal Worker's Union)은 대한민국의 노동조합으로 대한민국 최대의 산별노조이다.

## 사건
- 2011년 7월 4일, 충남지방경찰청은 금속노조 사무실을 압수수색하였다.[1]
- 2011년 11월 23일, 대한민국 국가정보원은 금속노조 간부의 집과 사무실을 압수수색하였다.[2]